# 잔 슈탄
잔 슈탄(Jan Shutan, 1932년 11월 5일 ~ )은 미국의 배우이다.
로스앤젤레스에서 태어났다.

## 영화
- 흡혈귀 졸탄 (1978년)
- 형사 Q (1976년)
- 더 세븐 미니츠 (1971년)
- 딕 트레이시 (1967년)
- 벤 케이시 (1961년)